# 2005年イギリス総選挙

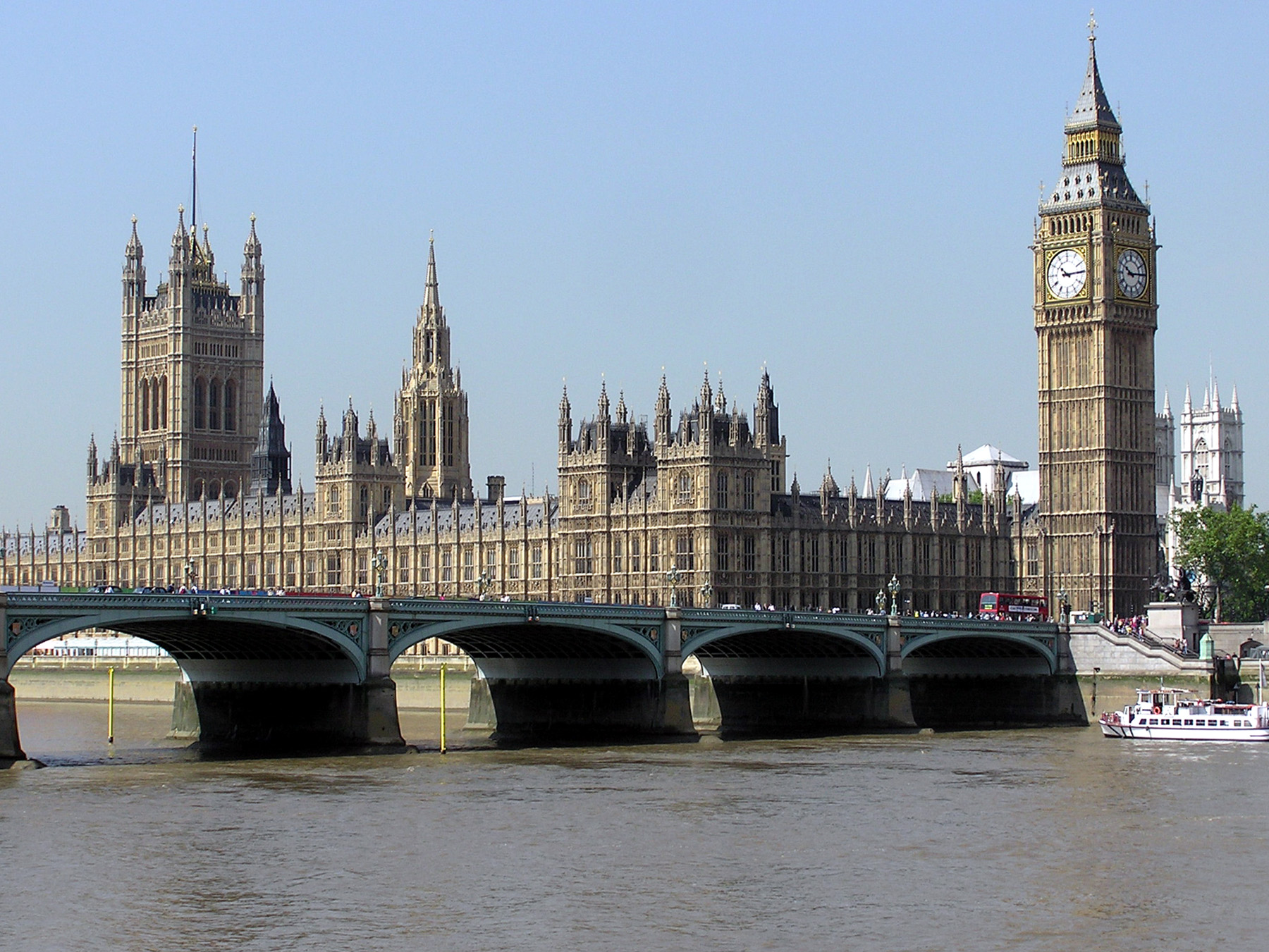
英国議会議事堂（ビッグ・ベン）

2005年イギリス総選挙（2005ねんイギリスそうせんきょ、英語: United Kingdom general election, 2005）は、2005年5月5日にイギリスで行われた議会（庶民院）議員の総選挙である。

## 概要
2001年7月の総選挙以来4年ぶりに行われた選挙で、低失業率や堅調な個人消費で好調な英国経済の中、労働党のブレア首相が5年ある下院議員の任期を一年前倒しする形で下院を解散して行われた。2003年に勃発したイラク戦争への参戦の是非などが主な争点として争われた。選挙の結果、労働党は結党以来初めてとなる3期連続の政権を維持することには成功したが、前回より40議席以上も議席を減らす結果となった。

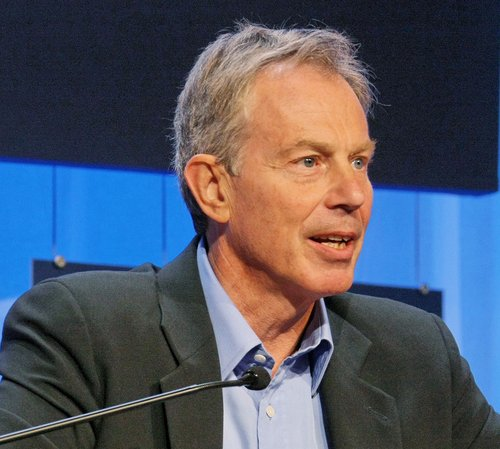
当時の首相、トニー・ブレア

## 選挙制度
- 議会構成：上院（貴族院）と下院（庶民院）の二つから構成されるが、貴族院議員は世襲貴族や一代貴族などから選出され、選挙で選ばれないため、下院議員だけが総選挙で選出される。
- 選挙権を有している人：18歳以上の英国籍を有する男女及び英連邦市民、アイルランド共和国市民で一定の欠格要件（刑務所に服役中等）に該当しない市民で、居住している自治体に選挙人登録した者
- 被選挙権を有している人：21歳以上の英国籍を有している男女及び英連邦市民、アイルランド共和国市民で、一定の欠格要件（貴族院議員であること等）に該当しない者
- 下院議員任期：議員の任期は5年であるが、任期満了前に総選挙となることが多い（前回は2001年）。
- 定数：646議席（スコットランド地域議会へ権限が委譲されたことに伴いスコットランド地域の議席数が削減されたため、前回より13議席減少）
- 選挙制度：各選挙区内で最多得票を獲得した候補者一名のみが当選する完全小選挙区制

## 選挙日程

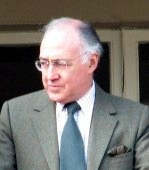
当時の保守党党首、マイケル・ハワード

下院議員の任期は2006年7月まであり、ブレア首相は最高で後一年首相を続けることが可能ではあったが、世論調査における労働党政権の支持率が高く、野党である保守党が混乱していたため、選挙を行う好機と捉えたブレア首相は、4月5日（火曜日）にバッキンガム宮殿に赴いてエリザベス女王に議会解散を申し入れ、4月11日に女王が議会解散を正式に宣言した。
- 日程
  - 4月11日（月曜日）：エリザベス女王、議会解散を宣言
  - 4月14日（木曜日）：選挙の告知
  - 4月19日（火曜日）：立候補者の締め切り
  - 5月3日（火曜日）：不在者投票の締切り
  - 5月5日（木曜日）[1]：投票日
  - 5月17日（火曜日）：議会召集と開会、女王のスピーチ

## 選挙の争点

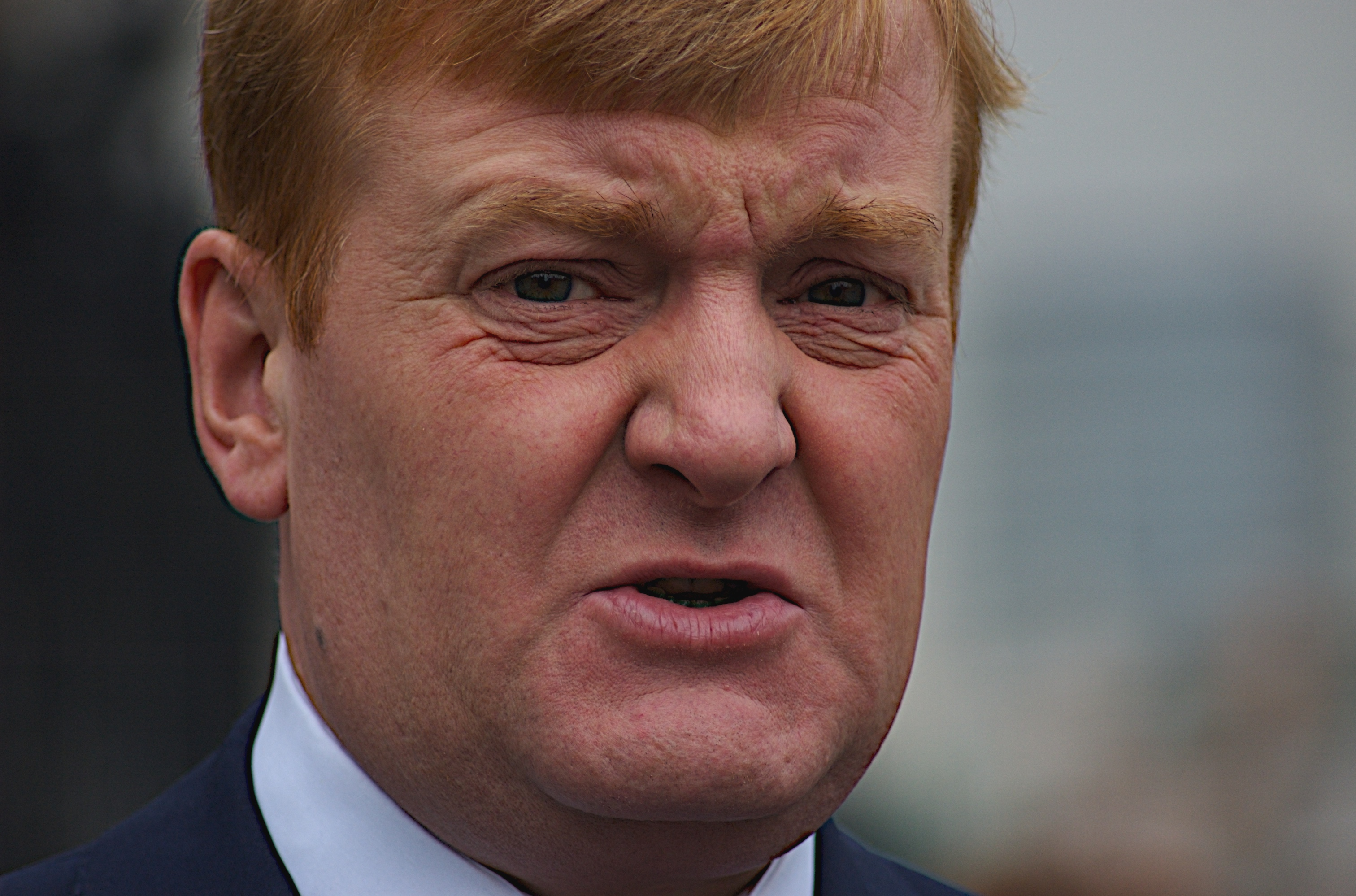
当時の自由民主党党首、チャールズ・ケネディ

英国の経済が好調な中で、労働党史上初となる3期連続総選挙勝利に挑むブレア首相に対し、2003年に勃発したイラク戦争へ英国が参戦するために政府が行ったとされる情報操作疑惑や参戦の是非などの一連の批判を国民がどう判断するのか、また、1997年と2001年の総選挙で大敗している保守党が巻き返しを図れるか、過去数回の総選挙で順調に議席を伸ばしている自由民主党が今回どの程度まで議席を伸ばすことができるかが、注目された。

## 選挙結果
- 投票率：61.2％（前回：59.4％）
- 有効投票数：27,148,510票
- 候補者数：3,554名
- 当選者数：646名

| 党派                                       | 党派                                       | 当選者数 | 選挙前 | 増減 | 得票数    | ％   | 増減率 | 候補者 |
| ------------------------------------------ | ------------------------------------------ | -------- | ------ | ---- | --------- | ---- | ------ | ------ |
| ■                                          | 労働党 Labour Party                        | 356      | 403    | ▼47  | 9,552,436 | 35.2 | ▼5.5   | 627    |
| ■                                          | 保守党 Conservative Party                  | 197      | 164    | △33  | 8,784,915 | 32.4 | △0.6   | 630    |
| ■                                          | 自由民主党 Liberal Democrats               | 62       | 51     | △11  | 5,985,454 | 22.1 | △3.8   | 626    |
| 議長（Speaker）                            | 議長（Speaker）                            | 1        | 1      | 0    | 15,153    | 0.1  |        | 1      |
| 民主統一党（DUP）                          | 民主統一党（DUP）                          | 9        | 5      | △4   | 241,856   | 0.9  | △0.2   | 18     |
| スコットランド国民党（SNP）                | スコットランド国民党（SNP）                | 6        | 4      | △2   | 412,267   | 1.5  |        | 59     |
| シン・フェイン党（SF）                     | シン・フェイン党（SF）                     | 5        | 4      | △1   | 174,530   | 0.6  | 0.0    | 18     |
| 社会民主労働党（SDLP）                     | 社会民主労働党（SDLP）                     | 3        | 3      | 0    | 125,626   | 0.5  | ▼0.2   | 18     |
| プライド・カムリ（PC）                     | プライド・カムリ（PC）                     | 3        | 4      | ▼1   | 174,838   | 0.6  | ▼0.1   | 40     |
| キッダーミンスター病院独立及び健康関心運動 | キッダーミンスター病院独立及び健康関心運動 | 1        | 1      | 0    | 18,739    | 0.1  |        | 1      |
| リスペクト（Respect）                      | リスペクト（Respect）                      | 1        | 0      | 0    | 68,094    | 0.3  |        | 26     |
| アルスター統一党（UUP）                    | アルスター統一党（UUP）                    | 1        | 6      | ▼5   | 127,414   | 0.5  | ▼0.4   | 18     |
| その他                                     | その他                                     | 1        |        |      | 22,958    | 0.1  |        | 19     |

出典：“General Election 2005（ House of Commons Library Research Paper）”の資料を基に作成した。得票数と得票率は同資料の92頁～93頁より。当選者がいなかった政党及び候補については除外した。
労働党は下院の多数派を引き続き占め、労働党史上初めてとなる3期連続での政権維持には成功したが、議席数を前回より40議席以上も減らし、得票率も政権党の得票率としては戦後最低のレベルに留まった。反対に保守党と自由民主党は前回より議席を伸ばした。結果、労働党と全野党との議席差は改選前の161議席から67議席と大幅に縮まった。しかし、保守党は1997年の総選挙以前の200議席台に乗せることは出来ず、3回続けて100議席台に留まった。自由民主党は過去最多の62議席を獲得した。